# Il merlo maschio
Il merlo maschio é um filme italiano de 1971, dirigido por Pasquale Festa Campanile, com roteiro baseado no conto Il complesso di Loth, de Luciano Bianciardi.

## Sinopse
Niccolò Vivaldi é um violoncelista com a carreira bloqueada pelo director da orquestra onde toca. Frustrado, começa a fotografar a esposa Laura Antonelli de forma cada vez mais ousada, fotos que começa por mostrar ao seu amigo Cavalmoretti, depois aos colegas, num crescendo de exibicionismo que levará à nudez completa.[carece de fontes?]

## Elenco
- Laura Antonelli: Costanza Vivaldi
- Lando Buzzanca: Niccolò Vivaldi
- Ferruccio De Ceresa: o psicanalista
- Gianrico Tedeschi: diretor da orquestra
- Elsa Vazzoler: mãe de Costanza
- Lino Toffolo: Cavalmoretti
- Gino Cavalieri: pai de Costanza
- Luciano Bianciardi: Mazzacurati